# ポンペイ地震
座標: 北緯40度42分 東経14度30分 / 北緯40.7度 東経14.5度
ポンペイ地震（AD 62 Pompeii earthquake）は、紀元62年2月5日に、ローマ帝国（現イタリア・カンパニア州）ポンペイを中心に発生した地震である。この地震は、17年後のヴェスヴィオ山の噴火の前兆であった可能性が指摘されている。

## 概要
紀元62年2月5日、ポンペイや他のカンパニア諸都は大地震に見舞われ、壊滅的な被害を受けた。推定される規模はマグニチュード5～6程度とされるが、震央に位置していたポンペイは街の大半が破壊状態となり、街から逃げ出す人もいたという。復興・再建作業はされたが、不完全な状態が続く中、西暦79年のヴェスヴィオ噴火が発生し、火砕流でポンペイなどを埋没させ、ヴェスヴィオ山周辺の地域一帯は壊滅した。

## 79年の噴火との関連
この地震は、17年後の大噴火の前兆であった可能性が指摘されている。しかし、この地震はポンペイの住民にかえって油断や驕りを与えてしまったことが、17年後の噴火の際に露呈した。この地震で逃げた人々が、揺れが治まった後に家へ戻ると、火事場泥棒に財産が盗まれ、財産がほとんどなくなっていたというケースが多発した。そのため、79年になってヴェスヴィオ山が大噴火し、地響きが起きても17年前のこの地震を思い出して逃げなかった人や、あるいは、逃げたのに財産などが心配で戻ってきた人が大勢いたという。